# Tall L
Un tall L és una variant d'una tècnica d'edició cinematogràfica de divisió d'edició, on l'àudio de l'escena precedent es solapa amb la imatge de l'escena següent, de manera que l'àudio es talla després d'aparèixer la fotografia, i es continua sentint en el començament de la pròxima escena.

El nom que denomina la tècnica fa referència a la forma de les peces d'àudio i de vídeo de les dues primeres escenes tallades juntes en la majoria de programes d'edició de vídeo no linear.